# Абд ал-Карим-хан
Абд ал-Карим-хан (ок. 1529 — 1591) — хан Могульского ханства (1559—1591). Второй сын Абд ар-Рашид-хана I.
В период правления отца был хакимом Йанги-Хисара и Кашгара. Продолжал политику отца, направленную на противостояние казахам и киргизам и союз с Шейбанидами Мавераннахра. Весь период его правления был занят войнами, направленными на сдерживание киргизских племён на территории Центрального Моголистана. Несмотря на военные успехи Абд ал-Карим-хана, к концу его правления киргизы уже прочно заняли северный Тянь-Шань и находились на территории от Чалыша до Чу-Таласского междуречья.
Абд ал-Карим-хан распределил между своими братьями все войска и золото, унаследованные им от отца, и увеличил численность войск после неудачной попытки барласских эмиров заменить его своим братом Суфи султаном, который правил в Кашгаре. Он изгнал хакима Яркенда Махмуда Барласа и эмира Хотана Ахмада Барласа и рассеял их 3000 воинов. Он послал своего брата Абд ар-Рахима султана править Чалышем и Турфаном, где должность "малого хана" (в отличие от "великого хана", правившего из Яркенда) освободилась после смерти Шах-хана, сына Мансур-хана, в 1570 году в битве с калмыками.
Правление Абд ал-Карим-хана было в целом спокойным благодаря отсутствию войн и голода. Современный балхский историк Махмуд ибн Вали писал в 1644 году в своём труде "Бахр аль-асрар", что: мир и спокойствие и общественная безопасность народа Уйгурстана были настолько широко распространены во время правления Абд ал-Карим-хана, что вызывали зависть у соседних стран.
В самом Мамлакат-и Моголийе к концу правления Абд ал-Карим-хана наметились сепаратистские тенденции со стороны черногорских ходжей во главе с ишаном Мухаммад-Исхаком Вали (ум. 1599 г.), которого хан выслал из страны.